# Fowler (Indiana)
Fowler è una città degli Stati Uniti d'America, situata nello Stato dell'Indiana e in particolare nella Contea di Benton, della quale è anche il capoluogo.